# Kota Morimura
Kota Morimura (født 14. august 1988) er en japansk fodboldspiller, som spiller for den japanske fodboldklub FC Machida Zelvia.